# Litterat
En litterat er en person, der beskæftiger sig professionelt med litteratur. Det kan eksempelvis være som forsker, skribent eller litteraturanmelder.

## Etymologi
Betegnelsen stammer fra det latinske ord litteratus ("belæst"), som igen er afledt af ordet littera ("bogstav"). På tysk bruges også ordet Literat, mens der på engelsk tilsvarende bruges udtrykket Man of Letters, som igen er et oversættelseslån fra det franske homme de lettres. 

## Brug
I Dansk Biografisk Leksikons 3. udgave, udgivet 1979-84, blev i alt 24 personer betegnet som "litterater". Georg Brandes er blevet kaldt "den største danske litterat".